# Cheumatopsyche minuscula
Cheumatopsyche minuscula är en nattsländeart som först beskrevs av Banks 1907.  Cheumatopsyche minuscula ingår i släktet Cheumatopsyche och familjen ryssjenattsländor. Inga underarter finns listade i Catalogue of Life.